# Parc Nacional de Calanques
El Parc Nacional de Calanques (francès: Parc national des Calanques) és un parc nacional francès situat a la costa mediterrània a les Boques del Roine, al sud de França. Va ser establert el 2012 i s'estén per més de 520 km2 (201 sq mi), dels quals 85 km2 (33 sq mi) és terrestre, mentre que la resta és zona marítima. Inclou parts del massís de Calanques que s'estenen entre els districtes sud de Marsella, Cassis i La Ciotat. Algunes de les característiques més conegudes del parc inclouen la Calanque de Sormiou, la Calanque de Morgiou, la Calanque de Port-Miou, la Calanque de Sugiton i la Cova del Cosquer.

## Panorama

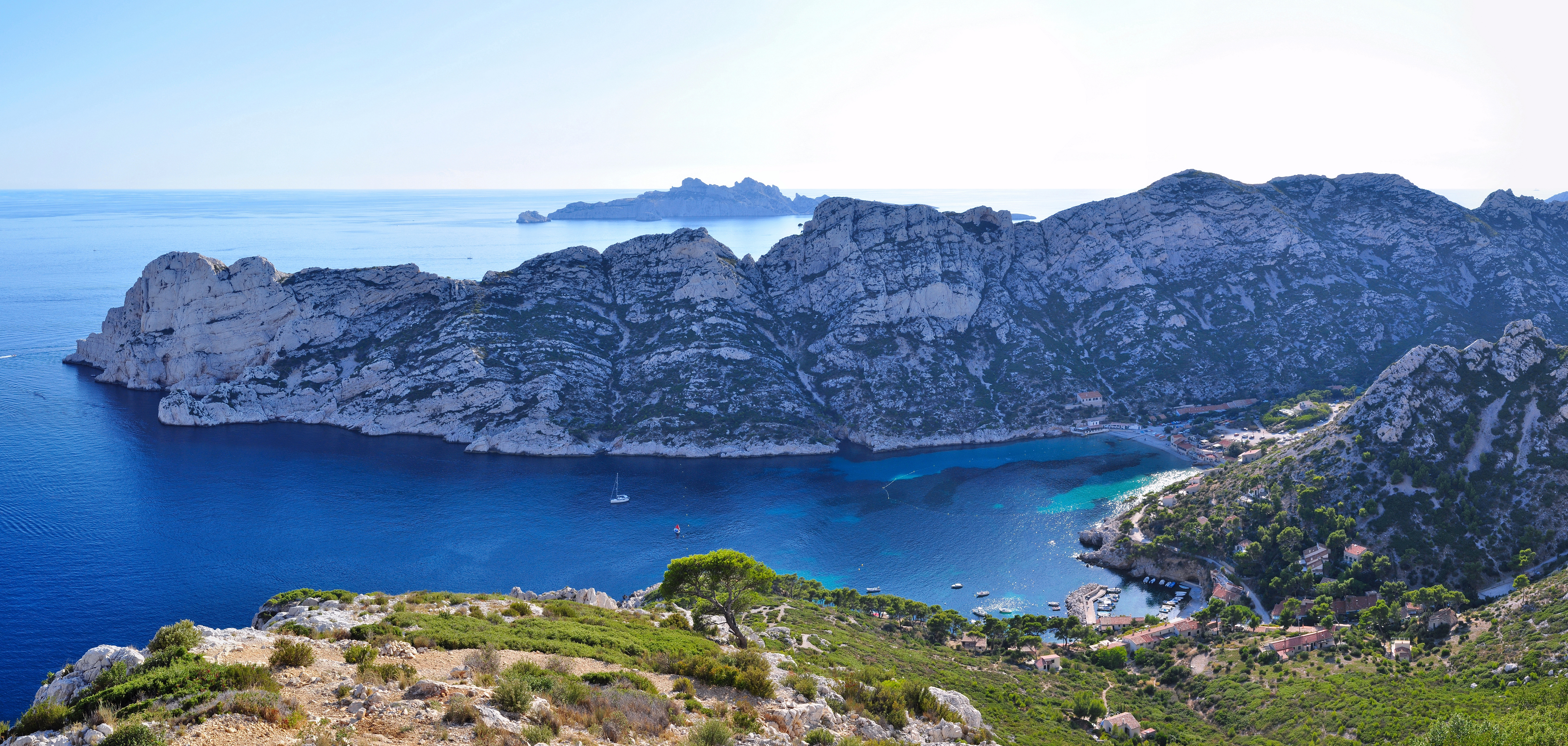
Calanque de Sormiou: roca blanca (calcària d'Urgònia) i costa fortament dentada (calanques)

## Galeria

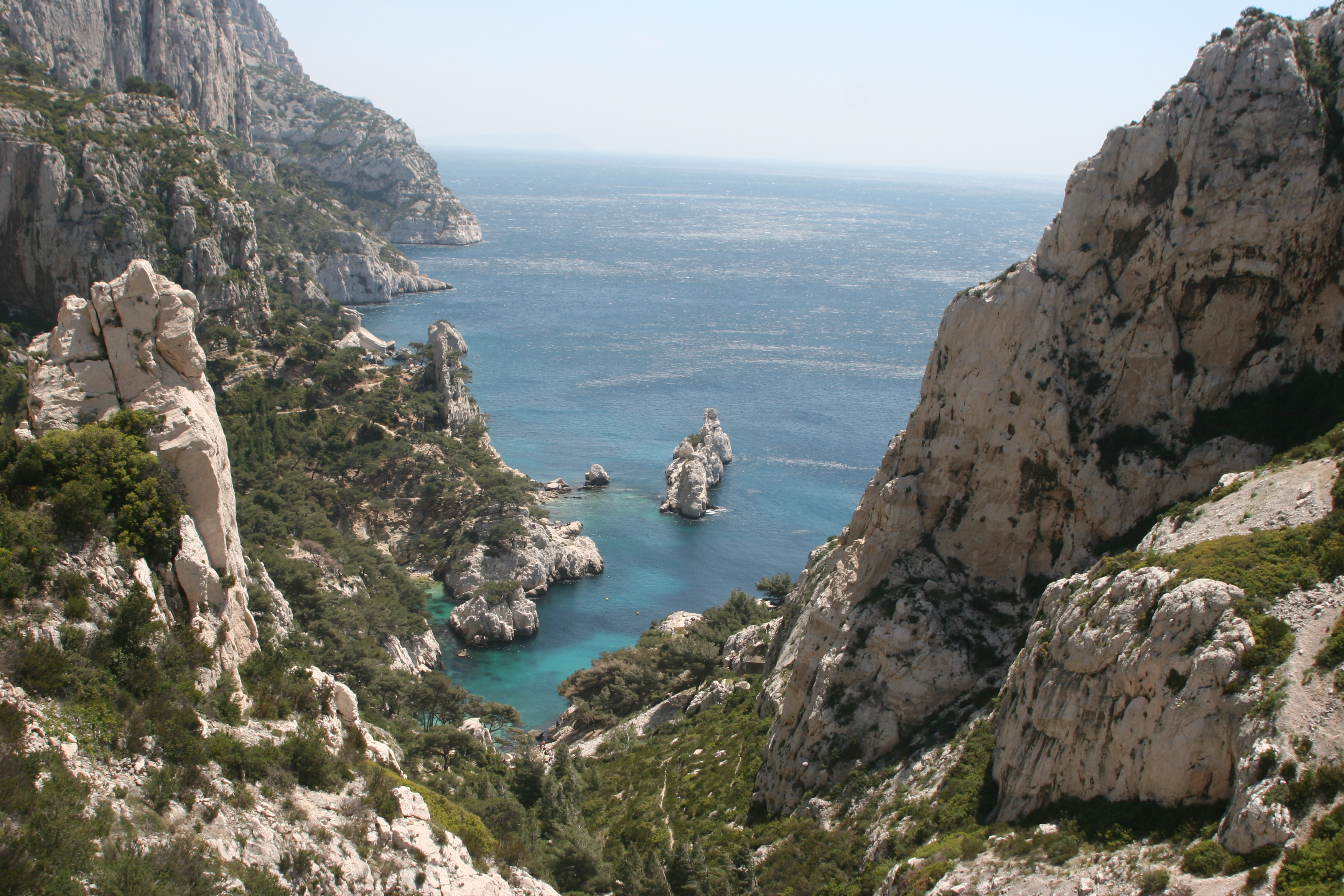
Sugiton
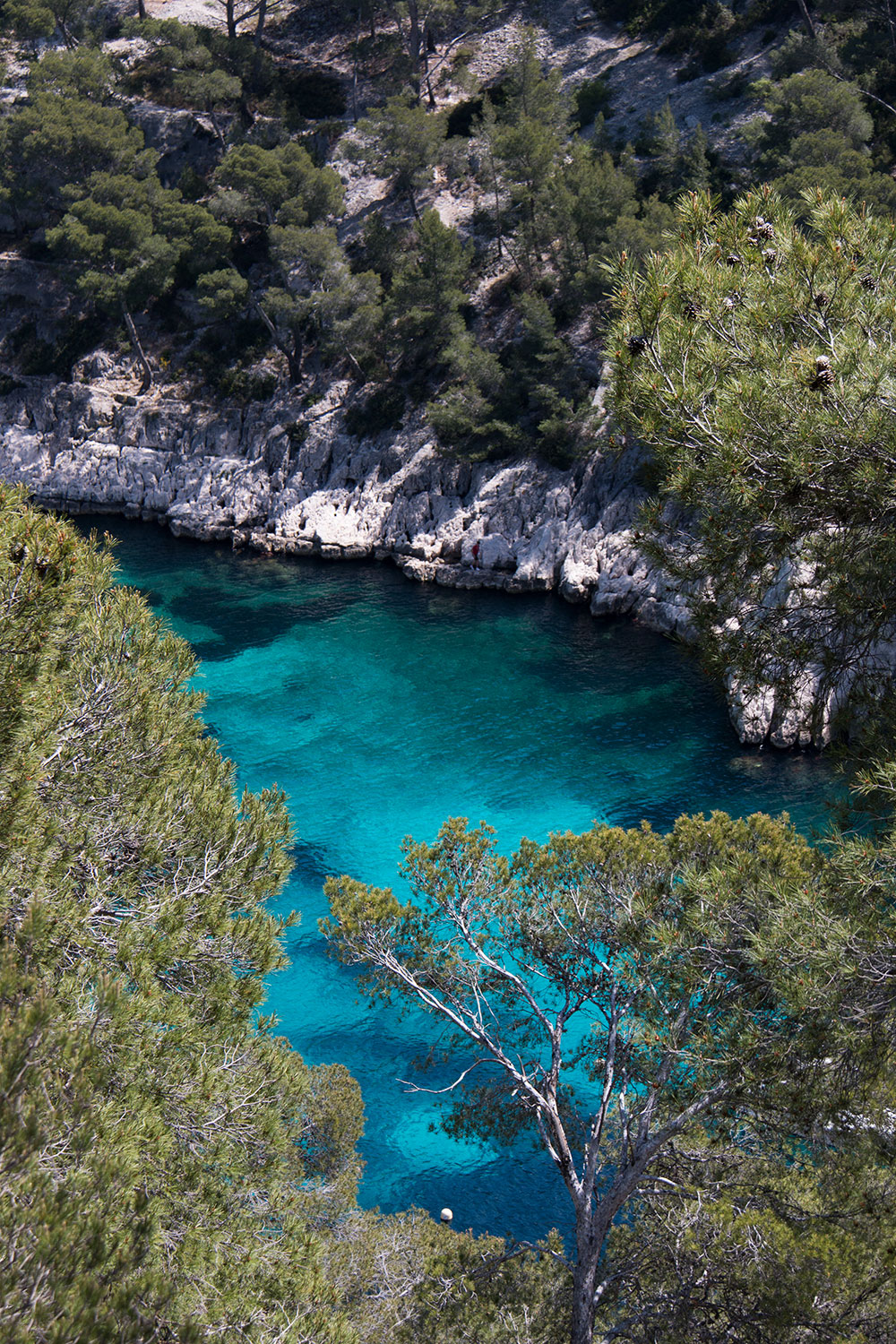
Morgiou
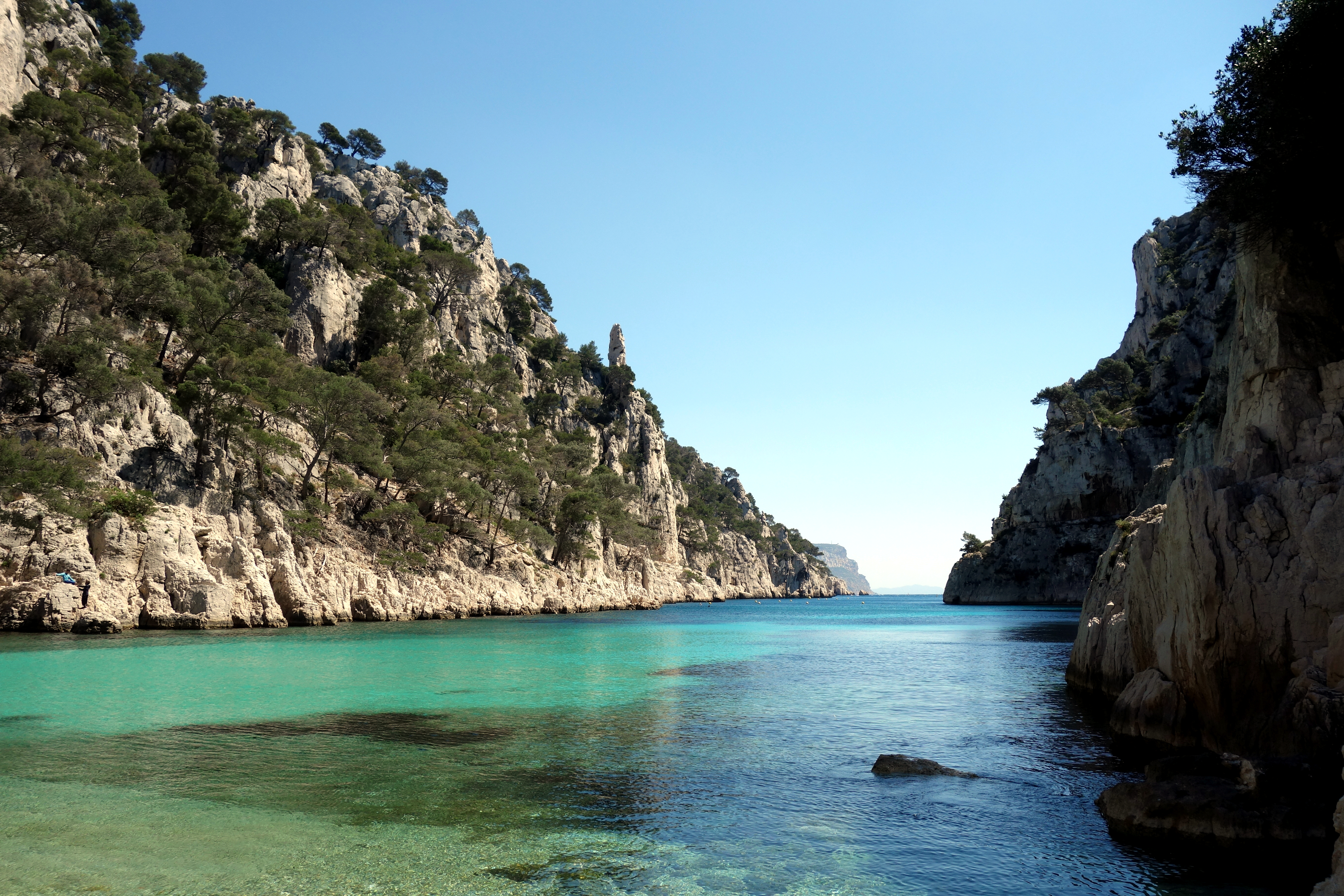
En-Vau
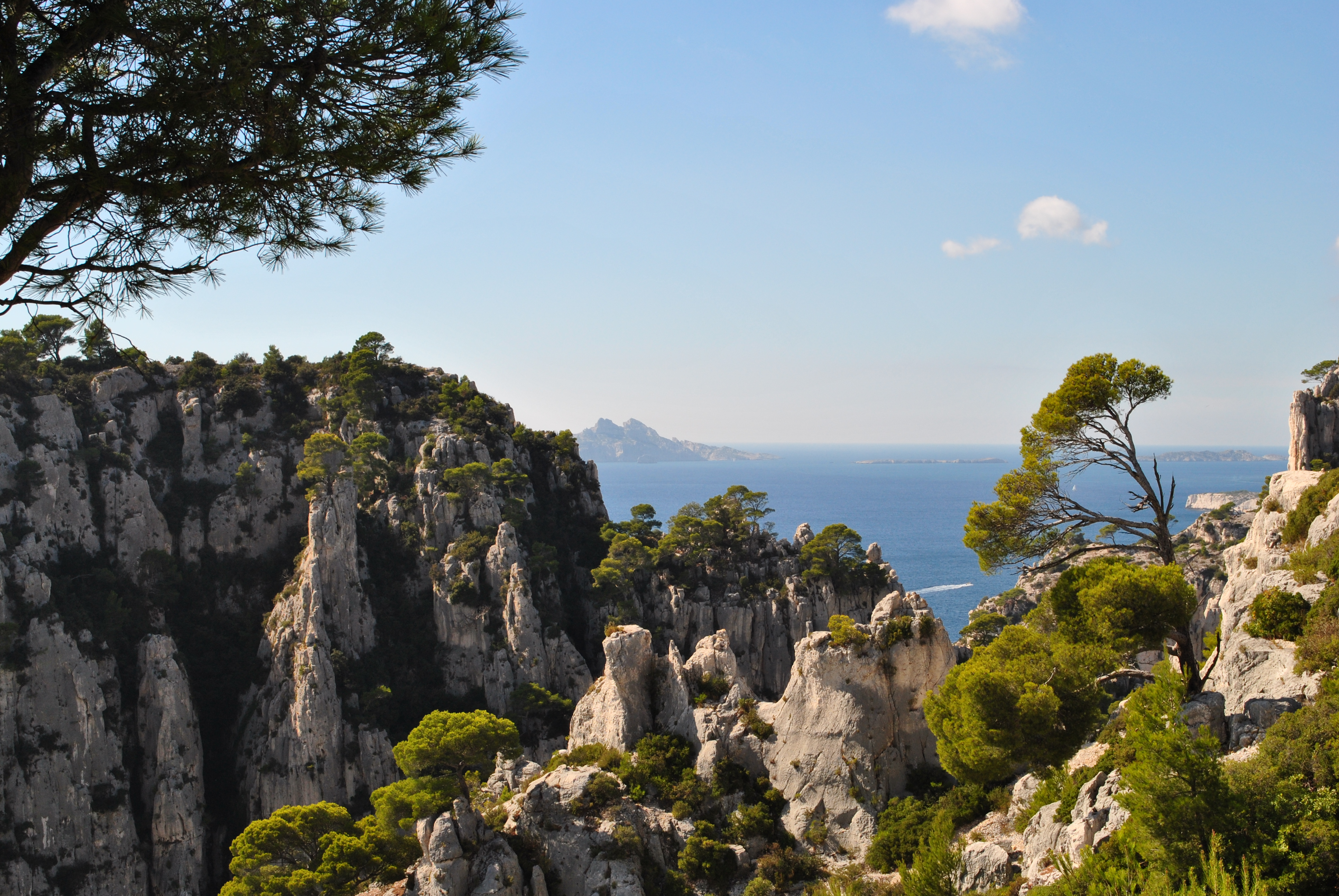
Belvédère